# David Held
David Held (27 agosto 1951 – 2 marzo 2019) è stato un politologo, sociologo politico britannico.

## Biografia
David Held è stato, fino alla sua morte, Professor of Politics and International Relations alla Università di Durham, nonché Master of University College di Durham.
Ha conseguito un PhD in Political Science presso il MIT.
Precedentemente è stato Graham Wallas Professor of Political Science alla London School of Economics and Political Science. È stato, dino al 2002, co-direttore, con Mary Kaldor, del Centre for the Study of Global Governance. È stato uno dei fondatori della casa editrice Polity Press di Cambridge insieme a Anthony Giddens e John Thompson, con la quale ha pubblicato la maggior parte dei suoi libri. Si è occupato di teoria e sociologia politica, storia e teoria della democrazia, globalizzazione e governance globale. 
Insieme a Daniele Archibugi, ha elaborato la proposta di una democrazia cosmopolita. È stato il fondatore e direttore dell'Institute of Global Policy dell'Università di Durham e General editor della rivista Global Policy. È stato professore a contratto presso la Libera università internazionale degli studi sociali Guido Carli (Luiss) di Roma, dove dall'anno accademico 2010/11 ha partecipato all'insegnamento della prima laurea magistrale in International Relations in lingua inglese.

## Opere

### Autore
- 2006(3)Models of Democracy, Cambridge, Polity Press.
- 2004	Global Covenant. The Social Democratic Alternative to the Washington Consensus, Cambridge, Polity Press.
- 2003	Cosmopolitanism. A Defence, Cambridge, Polity Press.
- 1996(2)Models of Democracy, Polity Press and Stanford University Press.
- 1995	Democracy and the Global Order. From the Modern State to Cosmopolitan Governance, Polity Press and Stanford University Press.
- 1989	Political Theory and the Modern State, Polity Press and Stanford University Press.
- 1987	Models of Democracy, Polity Press and Stanford University Press.
- 1980	Introduction to Critical Theory. Horkheimer to Habermas, Hutchinson and University of California Press. (Polity Press edition 1989)

### Coautore
- 2002	Globalization/Anti-Globalization, Polity Press.
- 1999	Global Transformations: Politics, Economics and Culture, Polity Press and Stanford University Press.

### Curatore e co-curatore
- 2007(2)Globalization Theory. Approaches and controversies, Polity Press, Cambridge.
- 2007	Global Inequality. Patterns and Explanations, Polity Press, Cambridge.
- 2005	Debating Globalization, Polity Press, Cambridge.
- 2004	American Power in the 21st century, Polity Press, Cambridge.
- 2003 Taming Globalization, Polity Press, Cambridge.
- 2002	Governing Globalization. Power, Authority and Global Governance, Polity Press, Cambridge.
- 2000	The Global Transformations Reader, Polity Press and Blackwell Publishers.
- 1998	Re-imagining Political Community. Studies in Cosmopolitan Democracy, Polity Press and Blackwell Publishers.
- 1995	Cosmopolitan Democracy. An Agenda for a New World Order, Polity Press and Blackwell Publishers.
- 1995	Modernity. An introduction to modern societies, Poliy Press, Cambridge.
- 1993	Prospects for Democracy: North, South, East, West, Polity Press and Stanford University Press.
- 1992	Modernity and its Futures, Polity Press and Blackwell Publishers.
- 1991	Political Theory Today, Polity Press and Stanford University Press.
- 1989	Social Theory of Modern Societies, Cambridge University Press, Cambridge.
- 1986	New Forms of Democracy, Sage, London.
- 1984	State and Society in Contemporary Britain, Polity Press and Blackwell Publishers.
- 1983	States and Societies, New York University Press, New York.
- 1982 	Habermas: Critical Debates, Macmillan and MIT Press.

### Edizioni italiane
- 2007	Modelli di democrazia. (Terza edizione), Il Mulino, Bologna.
- 2005	Governare la globalizzazione. Un'alternativa democratica al mondo unipolare, Il Mulino, Bologna.
- 2003	Globalismo e antiglobalismo. Nuova edizione aggiornata e ampliata (con A. McGrew), Il *Mulino, Bologna.
- 2001	Globalismo e antiglobalismo (con A. McGrew), Il Mulino, Bologna.
- 1999	Che cos'è la globalizzazione (con A. McGrew, D. Goldblatt e J. Perraton), Asterios Editore, Trieste.
- 1999	Democrazia e ordine globale. Dallo Stato moderno al governo cosmopolitico, Asterios Editore, Trieste.
- 1997	Modelli di democrazia. Nuova edizione, Il Mulino, Bologna.
- 1994	Democrazia e nuovo ordine internazionale, Dedalo, Bari.
- 1993	Cosmopolis. È possibile una democrazia sovranazionale? (con D. Archibugi, M. Kaldor e R. Falk).
- 1989	Modelli di democrazia, Il Mulino, Bologna.